# Bătălia de la Abu-Ageila (1967)
Bătălia de la Abu Ageila a fost o confruntare militară între israelieni și egipteni în iunie 1967, în cadrul Războiului de Șase Zile. Înfrângerea decisivă a egiptenilor au fost critice pentru eventuala pierdere a întregii Peninsule Sinai în favoarea Israelului. Conducerea forțelor israeliene a revenit generalului-maior Ariel Sharon, mai târziu, un proeminent politician și prim-ministru al Israelului.
Surse
- Infanterie, organ oficial al Vereniging van Infanterie Officieren (VIO), nr.1, Martie 2007. (Un olandez revista Asociației de Ofiteri de Infanterie).
- Cheia Sinaiului, Luptele pentru Abu Ageila în 1956 și 1967 Arab-Israeli Wars În:  Institutul de Studii de război, Cercetare Studiu nr.7 de G. W. Gawrych.